# Kyllinga cartilaginea
Kyllinga cartilaginea là loài thực vật có hoa trong họ Cói. Loài này được K.Schum. mô tả khoa học đầu tiên năm 1895.